# تشارلز ريان (سياسي)
تشارلز ريان هو سياسي أمريكي، ولد في 1928.